# Ходынский бульвар
Ходы́нский бульвар — бульвар в Хорошёвском районе Северного административного округа города Москвы. Расположен на Ходынском поле.

## Расположение
Ходынский бульвар начинается на перекрёстке с улицей Авиаконструктора Микояна как продолжение улицы Генерала Сандалова и заканчивается на пересечении с проездом Берёзовой Рощи. Ходынский бульвар имеет форму дуги. Его протяжённость составляет примерно 1900 м. Застроена только нечётная сторона Ходынского бульвара, а вдоль чётной стороны расположен сквер. Ходынский бульвар имеет по две полосы для движения в каждом направлении, однако средняя его часть (между домами 5 и 19) закрыта для проезда автомобилей.

## История
Ходынский бульвар возник в 2004 году в ходе застройки территории бывшего Центрального аэродрома им. Фрунзе, трасса улицы окончательно сформировалась в 2006 году, тогда же бульвар получил своё название от исторической местности — Ходынского поля. В 2013 году у пересечения Ходынского бульвара с бывшей взлётно-посадочной полосой был открыт памятник Михаилу Водопьянову.

## Здания и сооружения
- № 3 — Ледовый дворец на Ходынском поле.
- № 7 — гимназия № 1409.
- № 5, 9-19 — жилой комплекс «Гранд Парк».
- № 21 — корпус Московского гуманитарного педагогического института.